# Veloppia pulchra
Veloppia pulchra är en kvalsterart som beskrevs av Hammer 1955. Veloppia pulchra ingår i släktet Veloppia och familjen Caleremaeidae. Inga underarter finns listade i Catalogue of Life.